# Jimmy Paredes
Jimmy Santiago Paredes Terrero (né le 25 novembre 1988 à Bajos de Haina, République dominicaine) est un joueur d'utilité des Ligues majeures de baseball.

## Carrière

### Astros de Houston
D'abord sous contrat avec les Yankees de New York, Jimmy Paredes  évolue en ligues mineures pour des clubs affiliés à cette franchise de 2007 à 2010. Dans les mineures, il évolue alternativement au deuxième but et au troisième but.
Le 31 juillet 2010, il est l'un des deux joueurs (l'autre étant le lanceur droitier Mark Melancon) échangés des Yankees aux Astros de Houston en retour du vétéran Lance Berkman.
Après une année supplémentaire dans les mineures, Paredes fait ses débuts dans les majeures avec Houston le 1er août 2011. Dans ce premier match, et à son premier passage au bâton, il réussit son premier coup sûr dans les grandes ligues : un triple bon pour deux points aux dépens du lanceur Bronson Arroyo des Reds de Cincinnati. Il frappe son premier circuit dans les majeures le 9 août aux dépens de Micah Owings des Diamondbacks de l'Arizona. Paredes dispute 46 parties pour les Astros en 2011. Il maintient une moyenne au bâton de ,286 avec deux circuits et 18 points produits. Il obtient 14 coups sûrs en 24 matchs disputés pour Houston en 2012. En 2013, il affiche une faible moyenne au bâton de ,192 avec un circuit et 10 points produits en 48 parties des Astros.

### Royals de Kansas City

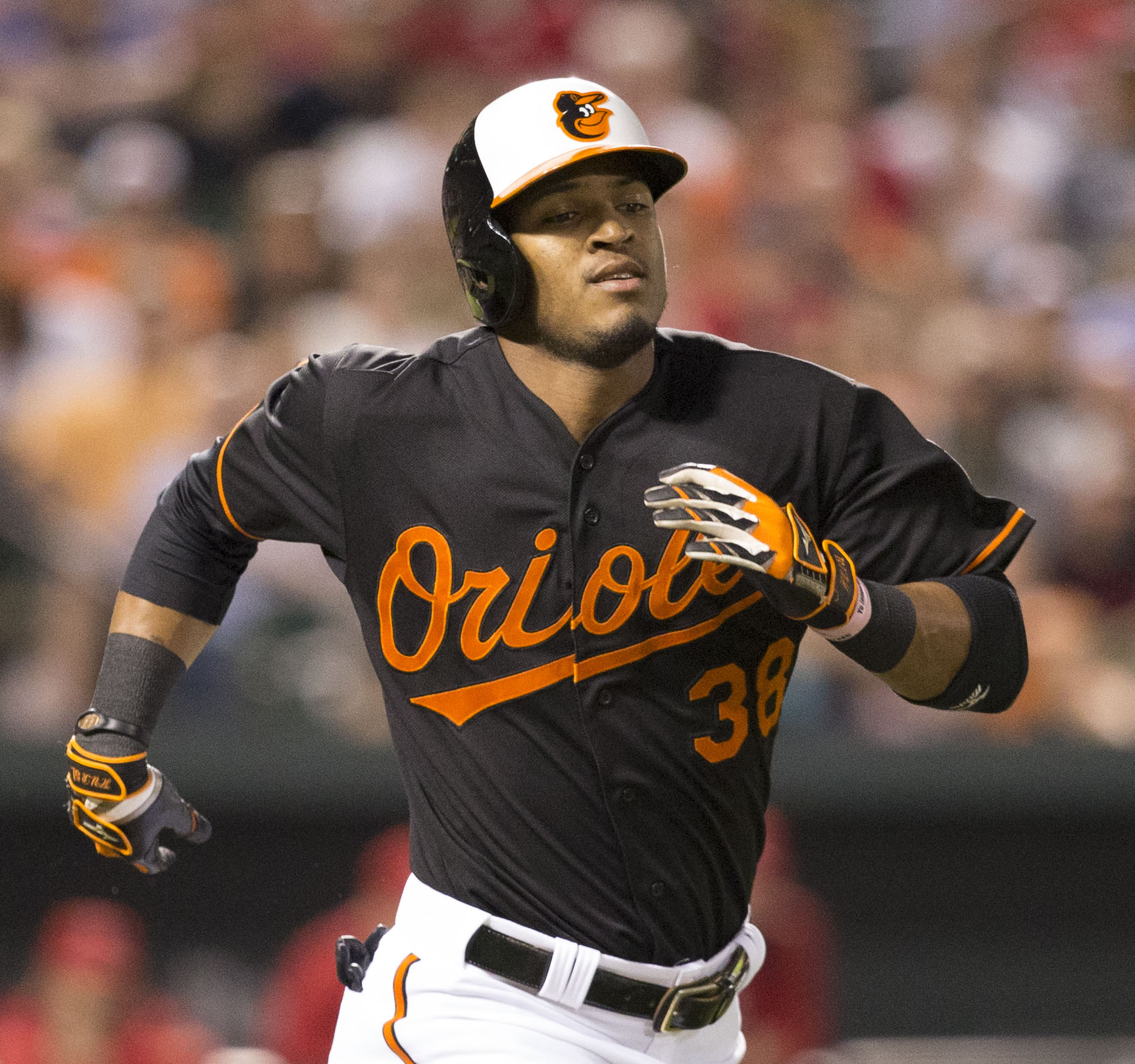
Jimmy Paredes en 2015 avec les Orioles de Baltimore.

Le 4 novembre 2013, il est réclamé au ballottage par les Marlins de Miami. Le 15 février 2014, sans avoir joué un seul match pour Miami, il est de nouveau réclamé au ballottage, cette fois par les Orioles de Baltimore. Deux jours plus tard, c'est au tour des Royals de Kansas City de le réclamer au ballottage et Paredes joue 9 matchs avec eux durant la saison 2014.

### Orioles de Baltimore
Le 24 juillet 2014, Kansas City vend le contrat de Paredes aux Orioles de Baltimore. Il réussit 16 coups sûrs en seulement 18 matchs des Orioles et termine 2014 avec 2 circuits et 8 points produits, tous obtenus à Baltimore, et une moyenne au bâton de ,286 en 27 matchs au total pour deux clubs. Il retrouve son équipe précédente, les Royals de Kansas City, en Série de championnat 2014 de la Ligue américaine, alors qu'ils sont les adversaires des Orioles.